# Canadian Classic
Le tournoi Canadian Classic est un tournoi de squash qui se déroule à Toronto. Il fait partie du PSA World Tour. Le tournoi se joue depuis 2000 et s'interrompt en 2008.
De 2000 à 2006, à l'exception de 2004 et 2005, le tournoi appartient à la catégorie 5 star avec un prix de 50 000 $. En 2004, il appartient à la catégorie 4 star avec un prix de 40 000 $, en 2005 il n'a pas eu lieu. Au cours de la saison 2007, le tournoi fait partie pour la première fois des Super Séries PSA et obtient le statut de Super Séries Argent avec 75 000 $. La dernière fois qu'il est joué en 2008, il s'agit à nouveau d'un tournoi de catégorie 5 star et le prix est à nouveau de 50 000 $. 
Le Canadien Jonathon Power domine le palmarès avec trois titres et deux finales.

## Palmarès
| Année | Champion       | Finaliste       | Score en finale                 |
| ----- | -------------- | --------------- | ------------------------------- |
| 2008  | Ramy Ashour    | Amr Shabana     | 11-2, 11-8, 8-11, 11-8          |
| 2007  | Ramy Ashour    | David Palmer    | 11-7, 11-3, 11-4,               |
| 2006  | Amr Shabana    | Jonathon Power  | 11-9, 11-8, 11-5                |
| 2005  | pas disputé    | pas disputé     | pas disputé                     |
| 2004  | Thierry Lincou | Jonathon Power  | 9-11, 13-11, 11-6, 7-11, 11-8   |
| 2003  | Jonathon Power | David Palmer    | 15-4, 12-15, 15-8, 10-15, 15-12 |
| 2002  | Jonathon Power | Peter Nicol     | 15-8, 15-3, 16-17, 15-7         |
| 2001  | Peter Nicol    | Stewart Boswell | 16-17, 15-11, 15-11, 15-13      |
| 2000  | Jonathon Power | Peter Nicol     | 15-8, 15-4, 15-5                |